# NGC 3557
NGC 3557 је елиптична галаксија у сазвежђу Кентаур која се налази на NGC листи објеката дубоког неба.
Деклинација објекта је - 37° 32' 22" а ректасцензија 11h 9m 57,4s. Привидна величина (магнитуда) објекта NGC 3557 износи 10,6 а фотографска магнитуда 11,6. Налази се на удаљености од 35,988 милиона парсека од Сунца. NGC 3557 је још познат и под ознакама ESO 377-16, MCG -6-25-5, AM 1107-371, PGC 33871.